# Западный мир (фильм)
«Западный мир» (англ. Westworld) — американский научно-фантастический художественный фильм, снятый писателем Майклом Крайтоном по собственному сценарию. Премьера фильма состоялась 21 ноября 1973 года. Фильм стал режиссёрским дебютом Крайтона, а также это первая художественная полнометражная лента, в которой использовались изображения, сгенерированные при помощи компьютера.
Фильм номинировался на премии Хьюго, Небьюла, Сатурн.
В 1976 году было снято продолжение — «Мир будущего», а в 1980-м вышел телевизионный сериал «Beyond Westworld», продолжающий сюжет обеих картин. В 2016-м году стартовал одноимённый телесериал, являющийся современной адаптацией фильма 1973 г.

## Сюжет
Действие фильма разворачивается в 1983 году. Тематический парк отдыха «Делос» имитирует три популярных периода истории: Древний Рим, рыцарское средневековье и Дикий Запад. Статистов в парках изображают андроиды, в точности имитирующие внешний вид и поведение людей. Посетители парка экипируются согласно выбранной эпохе и могут делать всё, что хотят — системы безопасности гарантируют, что они не пострадают в перестрелках или битвах на мечах (в огнестрельное оружие вмонтированы датчики тепла, не позволяющие андроиду выстрелить в живое существо, а вооружённые холодным оружием андроиды неспособны ранить посетителя).
Приятели Питер и Джон приезжают в «Делос», чтобы приятно провести выходные. Для Питера это первый визит в парк, в то время как Джон уже бывал в «Делосе» и берёт на себя роль наставника, демонстрируя Питеру, как функционирует парк. Выбрав мир Дикого Запада, друзья погружаются в атмосферу типичного американского городка, основанного на многочисленных клише вестерна. В салуне они сталкиваются со Стрелком, андроидом, изображающим бандита и провоцирующим посетителей на конфликт. Питер убивает Стрелка в перестрелке, после чего они с Джоном отправляются в бордель.
С наступлением ночи технический персонал парка занимается чисткой, повреждённых андроидов перевозят в лабораторию, где их ремонтируют и возвращают в строй. Робот-стрелок, отремонтированный техниками и возвращённый в парк, продолжает действовать согласно своей роли: выследив друзей, он проникает в комнату с намерением их убить, однако повторно застрелен Питером.
В это время техники «Делос» фиксируют случаи ошибок в программах андроидов двух других парков: количество неисправностей в работе статистов средневекового и римского аттракционов растёт и распространяется подобно инфекции, и глава технической службы высказывает предположение, что в ближайшее время проблемная область достигнет и Дикого Запада. Тем временем сбои становятся всё серьёзней: роботизированная гремучая змея кусает Джона за руку вопреки заложенной в неё программе, андроид-девушка отказывает посетителю в близости, хотя запрограммирована на услужливое поведение. Проблемы в парке достигают апогея, когда в средневековой части Чёрный рыцарь вызывает гостя на бой и убивает его мечом.
Техники «Делоса» принимают решение обесточить парк, в результате чего оказываются заперты в комнате управления. Населяющие парк андроиды продолжают функционировать на автономном питании и действовать согласно их программам. Утром Питер и Джон просыпаются в борделе и выходят в город, не подозревая, что преследующий их Стрелок уже не подчиняется заложенным в него директивам.

## В ролях
- Юл Бриннер — Стрелок
- Джеймс Бролин — Джон Блэйн
- Ричард Бенджамин — Питер Мартин
- Меджел Баррет — мисс Карри, мадам в борделе
- Дик Ван Паттен — банкир
- Виктория Шоу — средневековая королева
- Стив Франкен — лаборант

## Производство

### Предпроизводство
Сценарий фильма Крайтон написал в августе 1972 года. Он был предложен на рассмотрения основным киностудиям, но заинтересовал только Дениела Мельника, продюсера Metro-Goldwyn-Mayer, находившегося в тот период в бедственном положении. Как рассказывал Крайтон в интервью, MGM помимо финансовых трудностей испытывала также сложности в работе с персоналом и была далеко не на лучшем счету у фильммейкеров: многие режиссёры и сценаристы жаловались на жёсткое давление со стороны руководства, вмешательства в съёмочный процесс, сценарные правки и прочее, однако Мельник пообещал Крайтону, что тот не столкнётся с подобным обращением, и обещание своё он выполнил «в основном».
Руководство MGM затянуло процесс принятия сценария ленты и утвердило его лишь за два дня до начала съёмок. При этом Крайтон не был допущен к кастингу актёрского состава. Изначально картине был выделен бюджет в 1 млн долларов, однако позже он был увеличен ещё на 250 тыс. Со слов Крайтона, 250 тыс. составили выплаты гонораров актёрскому составу, 400 тыс. были потрачены на зарплату съёмочной группе и персоналу, оставшаяся сумма ушла на технические расходы, декорации, реквизит.

### Компьютерная графика
В фильме впервые в полнометражном кино были использованы обработанные компьютером изображения — фрагменты, изображающие тепловидение Стрелка в низком разрешении. Съёмочная группа назвала этот эффект «gunslinger POV» (вид от первого лица Стрелка). Изначально запрос на генерацию такого киноматериала Крайтон направил в исследовательскую лабораторию НАСА. По предварительным оценкам, производство 2-минутного фрагмента заняло бы 9 месяцев и обошлось бы в 200 тыс. долларов, что было крайне дорого и не вписывалось в бюджет картины.
Крайтон обратился со своим запросом к Джону Уитни (старшему), аниматору и пионеру компьютерной мультипликации, с 60-х годов производившему анимационные материалы для телевидения и рекламных компаний. Уитни познакомил Крайтона со своим сыном, Джоном Уитни-младшим, который пообещал выполнить задачу быстрее и значительно дешевле. Уитни-младший разработал процесс, при котором отснятый киноматериал «видения» Стрелка был покадрово оцифрован и программно разбит на блоки, после чего снова переведён покадрово на 70-мм киноплёнку. Такой спецэффект ныне называется пикселизация. В своей работе Уитни-младший использовал компьютерную базу компании Information International, Inc., для которой этот проект стал одним из первых заказов на компьютерную визуализацию. Уитни-младший работал над проектом по ночам, итоговый просчет 10-секундного эпизода потребовал 8 часов машинного времени. Подготовка специальных эффектов потребовала 4 месяца и бюджет $20 тыс. долларов.

### Съёмки
Весь съёмочный цикл занял 30 дней. Крайтон экономно подходил к вопросам расхода киноплёнки и организации времени, поэтому материал снимался в основном с первого дубля. Несмотря на это, некоторые сцены были вырезаны из финальной версии картины.
Ограниченный бюджет заставлял съёмочную группу экономить везде, где этого можно было добиться. Учитывая, что на декорации из бюджета в итоге было потрачено всего 75 тыс. долларов, большинство их было задействовано более чем в одной сцене. Так, средневековая лестница была в единственном экземпляре, и Крайтон снял её трижды в трёх разных сценах. Подземный коридор был снят в девяти разных сценах с шестью вариантами освещения, он же использовался как декорация для помещения, в котором техники «Делос» восстанавливали повреждённых андроидов.
Для салона пассажирского судна, доставившего посетителей в парк в начале фильма, был построен только правый борт фюзеляжа с окнами и креслами. Кадры с пассажирами, расположенными у левого борта, были отсняты в тех же декорациях и «отзеркалены» при монтаже, что создавало впечатление полноценного салона.
Крайтон хотел добиться подчеркнуто зловещего облика андроидов в определённых сценах. После множества экспериментов, получить нужный эффект помогли зеркальные контактные линзы 80-процентной непрозрачности: они позволяли с помощью освещения придать взгляду андроида отрешенность, в то время как актёр мог сквозь них видеть партнёров и перемещаться по площадке.
Робот-Стрелок в исполнении Бриннера был намеренно сделан похожим на Криса Адамса, сыгранного Бриннером в фильме «Великолепная семёрка», и носил схожий костюм.
На 2-й неделе съёмок горящий пыж из холостого патрона попал Бриннеру в глаз и поцарапал роговицу, из-за чего съёмки сцен с его участием пришлось на некоторое время отложить. Серьёзного ущерба здоровью актёра нанесено не было, однако он не мог носить серебристые контактные линзы (придававшие его персонажу дополнительный зловещий вид): повреждённый глаз быстро краснел и начинал слезиться.
В последний съёмочный день, во время съёмки эпизода с гремучей змеёй Джеймс Бролин был действительно укушен. Сцена снималась в обратном порядке: к руке актёра цеплялась змея, затем её отцепляли, и отснятый материал при монтаже пускали с обратной скоростью, создавая видимость будто змея вцепилась в руку. Чтобы предохранить актёра от укуса, под рубашку ему на предплечье была надета кожаная защита с толстой подкладкой. Тем не менее, во время съёмки сцены Бролин неожиданно для всех закричал от боли: в то время как верхние зубы змеи впивались в кожу защитного щитка, она сомкнула челюсти, и нижние зубы вошли в руку актёра. Несмотря на то, что задействованная на съёмках змея не была предварительно «подоена», как обычно делают при киносъёмках, яд не попал в кровь Бролина, и тот не испытал никаких побочных эффектов.
Эффект растворяющегося лица Стрелка после того, как Питер плеснул в него кислотой, был достигнут с помощью наложенной на лицо Бриннера смеси из театрального грима и «Алка-Зельтцера». Дым подавался через несколько пластиковых трубок, приклеенных к лицу актёра и замаскированных гримом. Дым был настолько едким, что актёру пришлось для съёмки сцены задержать дыхание, иначе он заходился кашлем. В день съёмок, по воспоминаниям Крайтона, Бриннер испытывал боли в желудке и принял «Алка-Зельтцер», из-за чего кто-то пошутил, что теперь тот как внутри Бриннера, так и снаружи.

## «Мир будущего» (1976)
В 1976 году было снято прямое продолжение — фильм «Мир будущего» (англ. Futureworld). Его действие разворачивается спустя 2 года после событий первого фильма, после значительного улучшения системы безопасности парк «Делос» готовится к открытию, и его владельцы приглашают влиятельных бизнесменов и прессу на ознакомительный тур. Из оригинального актёрского состава в этом фильме участвует только Юл Бриннер в роли Стрелка.

## Телесериал (1980)
В 1980 году канал CBS начал показ сериала «Beyond Westworld», снятого MGM Television. Сериал косвенно продолжал сюжет первого фильма и игнорировал события второго фильма (за исключением роботов, которых не отличить от людей) с участием новых персонажей, главный герой, начальник службы безопасности корпорации «Делос», пытался помешать планам безумного учёного по захвату мирового господства с использованием андроидов из парка. Несмотря на то, что сериал номинировался на «Эмми» в двух категориях, низкие телевизионные рейтинги повлекли скорое его закрытие, и сериал был снят с трансляции после третьего эпизода.

## Ремейк
В начале 2007 года СМИ сообщили, что ремейк «Западного мира» с Арнольдом Шварценеггером в главной роли запущен в производство, а сценарий напишут Майкл Феррис и Джон Браканто, работавшие над «Терминатором 3». Изначально режиссёром был назначен Тарсем Сингх, однако вскоре он покинул проект. Квентину Тарантино было предложено заняться фильмом, но он отказался. 19 января 2011 года Warner Bros. подтвердила, что ремейк ещё находится в планах студии.
В январе 2015 года вышел фильм «Добро пожаловать в рай» (англ. Vice), сюжет которого имеет сходство во многих сценах с «Западным миром».

## Телесериал (2016)
В августе 2013 года было объявлено, что телеканал HBO заказал пилот сериала «Западный мир», который спродюсируют Дж. Дж. Абрамс, Джонатан Нолан и Джерри Вайнтрауб. Нолан и Лиза Джой помимо написания сценария, также возьмут на себя функции исполнительных продюсеров, кроме того Нолан сам снимет пилотную серию. Производство должно начаться летом 2014 года в Лос-Анджелесе.
Премьера сериала состоялась 2 октября 2016 года.

## Наследие
«Западный мир» является первым художественным фильмом, затрагивающим тему компьютерного вируса. Аналогия волны неисправностей среди андроидов и эпидемии проводится начальником технической службы «Делоса» во время обсуждения ситуации.
Мотив высокотехнологичного парка развлечений, который выходит из-под контроля и становится смертельно опасным, был позже использован Крайтоном в романе «Парк юрского периода» и его экранизации.